# Gymnosporangium yamadae
Gymnosporangium yamadae är en svampart som beskrevs av Miyabe ex G. Yamada 1904. Gymnosporangium yamadae ingår i släktet Gymnosporangium och familjen Pucciniaceae.   Inga underarter finns listade i Catalogue of Life.